# Pewdiepie vs T-Series
PewDiePie vs T-Series a fost o competiție online între două canale YouTube, PewDiePie (condus de Felix Kjellberg) și compania indiană T-Series (o companie condusă de Bhushan Kumar), pentru titlul canalului cel mai abonat pe YouTube de pe site-ul de partajare video.
Din cauza faptului că T-Series a crescut foarte rapid de la 100M abonați la 128M abonați, se confirmă faptul că T-Series folosește mulți roboți (boți) de abonați și folosește metode de cumpărare de abonați.
YouTube a observat activități neobișnuite pe contul T-Series, legate de spam de boți de abonați, dar, se pare că YouTube nu vrea să acționeze asupra canalului T-Series.
PewDiePie a anunțat pe 15 ianuarie 2020 că acesta va lua o pauză din YouTube. Mulți credeau că este o glumă, dar după ce au trecut 3 săptămâni în care PewDiePie nu a mai postat niciun videoclip, se adeverește faptul că acesta va lua o pauză.
Mulți youtuberi și-au exprimat sprijinul față de PewDiePie. Cel mai proeminent dintre ei este Mr.Beast, care a realizat multe videoclipuri utilizând metode vizibile pentru a convinge mai mulți oameni să se aboneze la PewDiePie. Mulți dintre fanii lui PewDiePie s-au străduit să obțină abonații pentru canalul său prin numeroase metode, cel mai popular fiind flyposting-ul. Suporterii PewDiePie folosesc adesea sloganul "Abonați-vă la PewDiePie". Activismul unor suporteri ai lui PewDiePie s-a extins dincolo de metodele legale; s-au comis acte de vandalism, hacking de site-uri web, conturi de social media, dispozitive personale, și crearea de programe malware, printre altele, pentru a determina utilizatorii să se aboneze la canalul său.

## Disstrack-urile lui PewDiePie
Pe 5 octombrie 2018, PewDiePie a lansat disstrack-ul „Bitch Lasagna” original „T-Series Disstrack”. El s-a referit la seria lui „You laugh You Lose” prin versul „But you India you lose, so best think you haven't won” si Meme Review prin versul „'Cause we only just begun, I review you *clap clap* zero, bye bitch, gone” si la faptul că „Armata lui de copii de 9 ani”, referindu-se la faptul că o majoritate din urmaritorii lui PewDiePie sunt copii, va invinge T-Series prin versurile „You got a fifth of the population in your nation, but
I got nine-year-olds of worlds so hold your defecation”. Pe 3 decembrie, disstrack-ul a atins 50 de milioane de vizionări. Acum are, aproximativ, 190 de milioane de vizionări.
De 1 aprilie 2019, T-Series era in fata lui PewDiePie la numărul de abonați. În aceeași zi, El a lansat melodia „Congratulations” , tradus felicitări. El s-a referit la faptul că directorul general al companiei T-Series, Bhushan Kumar, a fost acuzat de Evaziune fiscală și la faptul că T-Series i-a trimis o scrisoare care îi cerea să șteargă melodia „Bitch Lasagna” de pe Youtube.

## Răspunsul T-Series
Pe 10 aprilie, T-Series și Înalta Curte din Delhi a decis că disstrack-urile lui PewDiePie sunt „rasiste” si „insultătore”. Ei au decis să interzică, în India, cele două melodii.

## Controverse
Pe livestream-ul lui de pe Facebook inainte de a începe unul dintre Atacurile teroriste din Christchurch din 2019, Brenton Tarrant a spus „Remember lads, Subscribe to PewDiePie!”, tradus „Țineți minte băieți, abonați-vă la PewDiePie”. El a spus această propoziție deoarece putea să ia atenția presei sau deoarece PewDiePie a făcut în 2017, ironic, glume despre evrei și Adolf Hitler. PewDiePie a spus ,,Mă simt absolut rău, având numele meu rostit de această persoană.
Inima și gândurile mele se adresează victimelor, familiilor și tuturor celor afectați de această tragedie.”